# Breaking into the Big League
Breaking into the Big League er en amerikansk stumfilm fra 1913.

## Medvirkende
- Harry F. Millarde som Montjoy Jones.
- Marguerite Courtot som Mamie Wallace.
- Henry Hallam som Mr. Wallace.
- Christy Mathewson.
- John J. McGraw.